# Nora Nova
Nora Nova (Bulgaars: Нора Нова) (Sofia, 8 mei 1928 – aldaar, 9 februari 2022) geboren als Ahinora Kumanova (Bulgaars: Ахинора Куманова), was een zangeres geboren in Bulgarije.
In 1960 kwam ze naar Duitsland. Nadat ze had meegedaan aan een talentenwedstrijd van de platenfirma Electrola kreeg ze een platencontract. In 1961 werd ze 4de op het Schlagerfestival.
Ze vertegenwoordigde West-Duitsland op het Eurovisiesongfestival 1964 met het lied Man gewöhnt sich so schnell an das Schöne  waarmee ze laatste werd met 0 punten.
Nora Nova overleed op 93-jarige leeftijd.

## Andere liedjes
- "Du bist so lieb, wenn du lächelst" (1961)
- "Männer gibt es wie Sand am Meer" (1963)

1956: Freddy Quinn + Walter Andreas Schwarz · 
1957: Margot Hielscher · 
1958: Margot Hielscher · 
1959: Alice & Ellen Kessler · 
1960: Wyn Hoop · 
1961: Lale Andersen · 
1962: Conny Froboess · 
1963: Heidi Brühl · 
1964: Nora Nova · 
1965: Ulla Wiesner · 
1966: Margot Eskens · 
1967: Inge Brück · 
1968: Wenche Myhre · 
1969: Siw Malmkvist · 
1970: Katja Ebstein · 
1971: Katja Ebstein · 
1972: Mary Roos · 
1973: Gitte · 
1974: Cindy & Bert · 
1975: Joy Fleming · 
1976: Les Humphries Singers · 
1977: Silver Convention · 
1978: Ireen Sheer · 
1979: Dschinghis Khan · 
1980: Katja Ebstein · 
1981: Lena Valaitis · 
1982: Nicole · 
1983: Hoffmann & Hoffmann · 
1984: Mary Roos · 
1985: Wind · 
1986: Ingrid Peters · 
1987: Wind · 
1988: Maxi & Chris Garden · 
1989: Nino de Angelo · 
1990: Chris Kempers & Daniel Kovac · 
1991: Atlantis 2000 · 
1992: Wind · 
1993: Münchener Freiheit · 
1994: Mekado · 
1995: Stone & Stone · 
1997: Bianca Shomburg · 
1998: Guildo Horn & Die Orthopädischen Strümpfe · 
1999: Sürpriz · 
2000: Stefan Raab · 
2001: Michelle · 
2002: Corinna May · 
2003: Lou · 
2004: Max · 
2005: Gracia · 
2006: Texas Lightning · 
2007: Roger Cicero · 
2008: No Angels · 
2009: Alex Swings Oscar Sings · 
2010: Lena Meyer-Landrut · 
2011: Lena Meyer-Landrut · 
2012: Roman Lob · 
2013: Cascada · 
2014: Elaiza · 
2015: Ann Sophie · 
2016: Jamie-Lee Kriewitz · 
2017: Levina · 
2018: Michael Schulte · 
2019: S!sters · 
2021: Jendrik Sigwart · 
2022: Malik Harris · 
2023: Lord of the Lost · 
2024: Isaak · 
2025: Abor & Tynna
- Gemeinsame Normdatei: 1227033605
- International Standard Name Identifier: 0000 0000 6623 2825
- Library of Congress Control Number: no2009100703
- MusicBrainz: ea6d64a3-99e1-425a-afdb-4669ce378081
- Virtual International Authority File: 91109575
- WorldCat: E39PBJdMgyDtyQDYQJ3xKJpgKd